# Otto Nicolai
Carl Otto Ehrenfried Nicolai  (n. 9 iunie 1810 în Königsberg – d. 11 mai 1849 în Berlin) a fost un compozitor și dirijorgerman. Nicolai a fondat în anul 1842 Orchestra Filarmonică din Viena. Opera lui cea mai cunoscută este Die lustigen Weiber von Windsor (Nevestele vesele din Windsor), inspirată de piesa lui Shakespeare.

## Biografie
Otto a fost primul copil născut al lui Carl Ernst Daniel Nicolai (1785-1857) și al Christianei Wilhelmine Lauber (1782-1854). După despărțirea timpurie a părinților, Otto a fost mai întâi luat de părinții adoptivi, o familie de producători de pian; Uneori el a trăit și cu unchiul său Ehrenfried. Tatăl s-a căsătorit apoi pentru a doua oară și și-a luat înapoi fiul în noua familie, care  în 1826 a crescut cu nașterea Cassandrei, sora vitregă a lui Nicolai.
Din anul 1827 până în 1830 studiază la Berlin, la Universitatea de Artă, cu Bernhard Klein (compozitie), Emil Fischer (vocal), Ludwig Berger (pian). 
Nicolai fondează în anul 1842 Orchestra Filarmonică din Viena. 

## Opere

### Operă
- La figlia abbandonata; Libretto: Stummel, Fragment; Milano 1837
- Enrico secondo, melodrama, 2 acte; Libretto: Felice Romani; 1837/38, UA: 26. November 1839 in Triest, Teatro Grande; ursprünglich Rosamonda d’Inghilterra (Rosamund aus England)
- Il templario, Melodrama, 3 acte; Libretto: Girolamo Maria Marini, după romanul lui Walter Scott,  Ivanhoe, 1839/40; premiera: 11 februarie 1840, Torino, Teatro Regio
- Gildippe ed Odoardo, melodrama, 3 acte; Libretto: Temistocle Solera; Genua, Teatro Regio
- Proserpina, operă, 1841, fragment
- Il proscritto, 1841, melodramă tragică, 3 acte, Libretto: Gaetano Rossi; 1841, Milano, Teatro alla Scala
- Die Heimkehr des Verbannten, 1843, operă tragică; Libretto: Siegfried Kapper; in Wien, Theater am Kärntnertor.
- Nevestele vesele din Windsor (Die lustigen Weiber von Windsor), operă comico-fantastică în 3 acte, 1845/46; Libretul: Salomon Hermann Mosenthal după William Shakespeare; premiera: 9 martie 1849 în Berlin, Hofoper